# FC Bayern München in het seizoen 2014/15
FC Bayern München begon ook aan het seizoen 2014/15 met trainer Josep Guardiola aan het roer. In de zomermaanden van 2014 mocht de Spanjaard onder meer de Poolse topschutter Robert Lewandowski en zijn landgenoten Xabi Alonso, Juan Bernat en Pepe Reina aan zijn selectie toevoegen. Toni Kroos was de opvallendste vertrekker. De middenvelder verkaste na het veroveren van de wereldbeker met Duitsland naar Real Madrid. De Belgische verdediger Daniel Van Buyten zette in de zomer een punt achter zijn carrière.
Op 13 augustus 2014 kon de Duitse topclub zijn eerste prijs van het seizoen veroveren. Maar in het duel om de DFL-Supercup werd met 2-0 verloren van Borussia Dortmund. Ook de seizoensstart in de Bundesliga verliep niet vlot. Bayern liet in de eerste vier wedstrijden vier punten liggen.
Nadien zette het team van Guardiola, die regelmatig voor een aanvallend ingestelde 3-4-3-formatie koos, een indrukwekkende reeks neer van twaalf overwinningen in dertien wedstrijden. Daardoor vormde er zich al snel een grote kloof tussen leider Bayern en eerste achtervolger VfL Wolfsburg. Net na de winterstop namen beide teams het tegen elkaar op. Wolfsburg won het duel met 4-1 na twee doelpunten van zowel Bas Dost als Kevin De Bruyne. Het was de tweede nederlaag van het seizoen voor de spelers van Guardiola. Eerder had Bayern ook al in de groepsfase van de UEFA Champions League verloren van Manchester City. De nederlaag tegen Wolfsburg werd gevolgd door een verrassend gelijkspel tegen FC Schalke 04. Nadien zette Bayern opnieuw een reeks neer van zes overwinningen op een rij. Door een nederlaag van Wolfsburg was Bayern reeds op 26 april 2015 zeker van de landstitel.
In de groepsfase van de Champions League kende Bayern geen problemen. De Duitsers wonnen vijf van de zes wedstrijden en werden zo met een ruime voorsprong groepswinnaar in de poule van Manchester City, AS Roma en CSKA Moskou. Vooral de ruime overwinning tegen Roma (1-7) maakte indruk in Europa. In de achtste finale had Bayern geen kind aan Sjachtar Donetsk. De ijskoude heenwedstrijd in Oekraïne eindigde in een scoreloos gelijkspel, maar in de terugwedstrijd blikte Bayern de club uit Donetsk met 7-0 in. Nadien raakte Bayern, dat onder meer sterspelers Franck Ribéry en Arjen Robben met een zware blessure zag uitvallen, wel in de problemen. In de kwartfinale verloren de Duitsers verrassend van FC Porto (3-1). Achteraf legde Guardiola de schuld van de nederlaag bij de medische staf van Bayern. De gerenommeerde clubdokter Hans-Wilhelm Müller-Wohlfahrt, die als sinds 1979 bij de club was aangesloten, pikte de opmerkingen van de Spanjaard niet en stapte op. Uiteindelijk slaagde Bayern er alsnog in om Porto uit te schakelen. In de terugwedstrijd won Bayern overtuigend met 6-1, waardoor de Duitsers het in de halve finale mochten opnemen tegen Guardiola's ex-werkgever FC Barcelona.
Voor de halve finale van het kampioenenbal moest Bayern ook aan de slag in de halve finale van de DFB-Pokal. Het elftal van Guardiola moest het opnemen tegen Dortmund, dat een matig seizoen kende in de Bundesliga. Bayern kwam op voorsprong via Lewandowski, die later in de wedstrijd een kaakbeenbreuk zou oplopen na een botsing met de doelman van Dortmund. Uiteindelijk werd het nog 1-1, waardoor er strafschoppen aan te pas kwamen. In de strafschoppenreeks miste Bayern elke penalty, waardoor Dortmund naar de finale mocht.
In de Champions League bleef het in Camp Nou ondanks verscheidene grote kansen lang 0-0. Pas in het slotkwartier sloeg Barcelona-spits Lionel Messi toe. Met twee doelpunten en een assist telde hij Bayern reeds in de heenwedstrijd uit. Bayern probeerde in terugwedstrijd de scheve situatie recht te zetten, maar verder dan een nipte zege (3-2) raakte het team van Guardiola niet.
De nederlagen in de cruciale duels tegen Borussia Dortmund en Barcelona, het plotse vertrek van teamarts Müller-Wohlfahrt en de toenemende kritiek van oud-spelers als Lothar Matthäus, Oliver Kahn en Stefan Effenberg op de aanvallende speelwijze en tactische keuzes van Guardiola zorgden ervoor dat Bayern ondanks het behalen van de landstitel in een crisis belandde. 
Die crisis werd bovendien versterkt toen Bayern vervolgens in de competitie drie keer achter elkaar verloor. Hoewel Guardiola's contract nog niet was afgelopen, speculeerde de pers over een mogelijk vertrek van de Spanjaard.

## Spelerskern
| No.           | Naam                   | Nationaliteit | Geboortedatum | Vorige club              |
| ------------- | ---------------------- | ------------- | ------------- | ------------------------ |
| Keepers       |                        |               |               |                          |
| 1             | Manuel Neuer           | Duitsland     | 19-03-1986    | FC Schalke 04            |
| 22            | Tom Starke             | Duitsland     | 06-03-1988    | TSG 1899 Hoffenheim      |
| 23            | José Manuel Reina      | Spanje        | 31-08-1982    | Napoli                   |
| Verdedigers   |                        |               |               |                          |
| 2             | Dante                  | Brazilië      | 18-10-1983    | Borussia Mönchengladbach |
| 5             | Mehdi Benatia          | Marokko       | 17-04-1987    | AS Roma                  |
| 13            | Rafinha                | Brazilië      | 07-09-1985    | Genoa                    |
| 15            | Jan Kirchhoff          | Duitsland     | 01-10-1990    | FSV Mainz 05             |
| 17            | Jérôme Boateng         | Duitsland     | 03-09-1988    | Manchester City          |
| 18            | Juan Bernat            | Spanje        | 01-03-1993    | Valencia                 |
| 21            | Philipp Lahm           | Duitsland     | 11-11-1983    | VfB Stuttgart            |
| 27            | David Alaba            | Oostenrijk    | 24-06-1992    | 1899 Hoffenheim          |
| 28            | Holger Badstuber       | Duitsland     | 13-03-1989    | /                        |
| Middenvelders |                        |               |               |                          |
| 3             | Xabi Alonso            | Spanje        | 25-11-1981    | Real Madrid              |
| 6             | Thiago                 | Spanje        | 11-04-1991    | FC Barcelona             |
| 8             | Javi Martínez          | Spanje        | 02-09-1988    | Athletic Bilbao          |
| 11            | Xherdan Shaqiri        | Zwitserland   | 10-10-1991    | FC Basel                 |
| 16            | Gianluca Gaudino       | Duitsland     | 11-11-1996    | /                        |
| 19            | Mario Götze            | Duitsland     | 03-06-1992    | Borussia Dortmund        |
| 20            | Sebastian Rode         | Duitsland     | 11-10-1990    | Eintracht Frankfurt      |
| 24            | Sinan Kurt             | Duitsland     | 23-07-1996    | /                        |
| 25            | Thomas Müller          | Duitsland     | 13-09-1989    | /                        |
| 30            | Mitchell Weiser        | Duitsland     | 21-04-1994    | FC Kaiserslautern        |
| 31            | Bastian Schweinsteiger | Duitsland     | 01-08-1984    | /                        |
| 34            | Pierre Højbjerg        | Denemarken    | 05-08-1995    | /                        |
| 39            | Rico Strieder          | Duitsland     | 06-07-1992    | /                        |
| 40            | Lukas Görtler          | Duitsland     | 15-06-1994    | Eintracht Bamberg        |
| Aanvallers    |                        |               |               |                          |
| 7             | Franck Ribéry          | Frankrijk     | 07-04-1983    | Olympique Marseille      |
| 9             | Robert Lewandowski     | Polen         | 21-08-1988    | Borussia Dortmund        |
| 10            | Arjen Robben           | Nederland     | 23-01-1984    | Real Madrid              |
| 14            | Claudio Pizarro        | Peru          | 03-10-1978    | Werder Bremen            |
| 36            | Patrick Weihrauch      | Duitsland     | 03-03-1994    | /                        |

- = Aanvoerder

### Technische staf
|                    |                               |               |                             |
| Functie            | Naam                          | Nationaliteit | Opmerking                   |
| Coach              | Josep Guardiola (foto)        | Spanje        |                             |
| Assistent-coach    | Domènec Torrent               | Spanje        |                             |
| Assistent-coach    | Hermann Gerland               | Duitsland     |                             |
| Keeperstrainer     | Toni Tapalović                | Duitsland     |                             |
| Sportief directeur | Matthias Sammer               | Duitsland     |                             |
| Teamarts           | Hans-Wilhelm Müller-Wohlfahrt | Duitsland     | Opgestapt op 16 april 2015. |
| Teamarts           | Volker Braun                  | Duitsland     | Vanaf 17 april 2015.        |

## Resultaten
| Bundesliga | DFB-Pokal    | DFL-Supercup        | Champions League |
| ---------- | ------------ | ------------------- | ---------------- |
|            |              |                     |                  |
| Kampioen   | Halve finale | Verliezend finalist | Halve finale     |

## Uitrustingen
Shirtsponsor(s): Deutsche Telekom

Sportmerk: adidas
| Thuis | Uit | Alternatief | Doelman | Doelman | Doelman | Doelman |

## Transfers

### Zomer

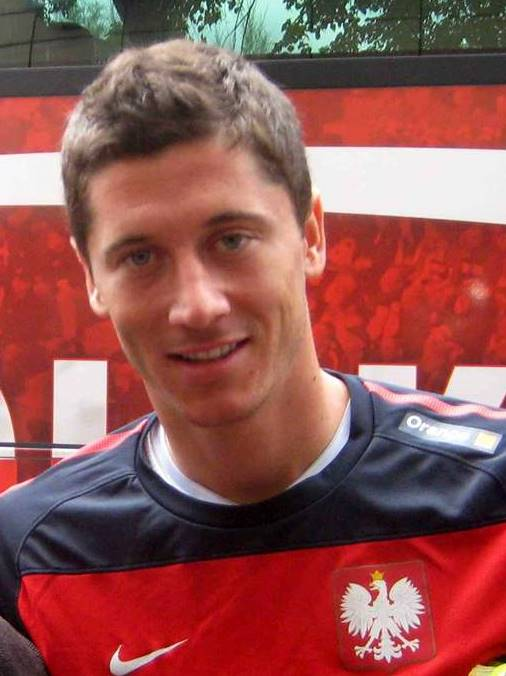
In januari 2014 tekende Robert Lewandowski een contract voor vijf seizoenen.

| Naam               | Nationaliteit    | Van/naar            | Type           |
| ------------------ | ---------------- | ------------------- | -------------- |
| Inkomend           |                  |                     |                |
| Robert Lewandowski | Polen            | Borussia Dortmund   | Transfervrij   |
| Sebastian Rode     | Duitsland        | Eintracht Frankfurt | Transfervrij   |
| Juan Bernat        | Spanje           | Valencia            | € 10.000.000   |
| José Manuel Reina  | Spanje           | Liverpool           | € 2.500.000    |
| Mehdi Benatia      | Marokko          | AS Roma             | € 30.000.000   |
| Xabi Alonso        | Spanje           | Real Madrid         | € 6.000.000    |
| Lukas Görtler      | Duitsland        | Eintracht Bamberg   | niet bekend    |
| Uitgaand           |                  |                     |                |
| Mario Mandžukić    | Kroatië          | Atlético Madrid     | € 22.000.000   |
| Toni Kroos         | Duitsland        | Real Madrid         | € 30.000.000   |
| Diego Contento     | Duitsland        | Bordeaux            | € 1.000.000    |
| Lukas Raeder       | Duitsland        | Vitória Setúbal     | Transfervrij   |
| Julian Green       | Verenigde Staten | Hamburger SV        | Huur           |
| Daniel Van Buyten  | België           |                     | Einde carrière |

### Winter
| Naam            | Nationaliteit | Van/naar       | Type         |
| --------------- | ------------- | -------------- | ------------ |
| Inkomend        |               |                |              |
| Uitgaand        |               |                |              |
| Xherdan Shaqiri | Zwitserland   | Internazionale | € 15.000.000 |
| Pierre Højbjerg | Denemarken    | FC Augsburg    | Huur         |

## Bundesliga

### Wedstrijden
| Wedstrijddetails                                          | Thuisploeg                                                                                 | Uitslag                         | Uitploeg                                                                    | Opstelling | Kaarten                                                |
| --------------------------------------------------------- | ------------------------------------------------------------------------------------------ | ------------------------------- | --------------------------------------------------------------------------- | --- | ------------------------------------------------------ |
| Heenronde                                                 |                                                                                            |                                 |                                                                             | |                                                        |
| 22 augustus 2014 20:30 Allianz Arena München              | Bayern München                                                                             | 2-1                             | VfL Wolfsburg                                                               | Neuer Lahm, Dante, Badstuber Robben, Gaudino (90' Højbjerg), Götze (62' Shaqiri), Alaba, Bernat Müller, Lewandowski (79' Rode)              |                                                        |
| 22 augustus 2014 20:30 Allianz Arena München              | 37' Müller 47' Robben                                                                      | 1-0 2-0 2-1                     | 52' Olić                                                                    | Neuer Lahm, Dante, Badstuber Robben, Gaudino (90' Højbjerg), Götze (62' Shaqiri), Alaba, Bernat Müller, Lewandowski (79' Rode)              |                                                        |
| 30 augustus 2014 18:30 Veltins-Arena Gelsenkirchen        | Schalke 04                                                                                 | 1-1                             | Bayern München                                                              | Neuer Lahm, Boateng (60' Dante), Badstuber, Alaba Shaqiri, Rode, Alonso (68' Højbjerg), Götze (57' Bernat) Müller, Lewandowski              | 38' Rode                                               |
| 30 augustus 2014 18:30 Veltins-Arena Gelsenkirchen        | 62' Höwedes                                                                                | 0-1 1-1                         | 10' Lewandowski                                                             | Neuer Lahm, Boateng (60' Dante), Badstuber, Alaba Shaqiri, Rode, Alonso (68' Højbjerg), Götze (57' Bernat) Müller, Lewandowski              | 38' Rode                                               |
| 13 september 2014 15:30 Allianz Arena München             | Bayern München                                                                             | 2-0                             | VfB Stuttgart                                                               | Neuer Boateng, Dante, Badstuber (43' Gaudino), Bernat Lahm, Alonso, Alaba Müller, Lewandowski (87' Pizarro), Götze (68' Ribéry)             | 63' Alonso                                             |
| 13 september 2014 15:30 Allianz Arena München             | 27' Götze 85' Ribéry                                                                       | 1-0 2-0                         |                                                                             | Neuer Boateng, Dante, Badstuber (43' Gaudino), Bernat Lahm, Alonso, Alaba Müller, Lewandowski (87' Pizarro), Götze (68' Ribéry)             | 63' Alonso                                             |
| 20 september 2014 15:30 Imtech Arena Hamburg              | Hamburger SV                                                                               | 0-0                             | Bayern München                                                              | Neuer Rafinha (61' Götze), Boateng, Dante, Bernat Lahm, Højbjerg (53' Alonso), Alaba Shaqiri (66' Lewandowski), Pizarro, Müller             | 90+2' Højbjerg 90+4' Neuer                             |
| 20 september 2014 15:30 Imtech Arena Hamburg              |                                                                                            |                                 |                                                                             | Neuer Rafinha (61' Götze), Boateng, Dante, Bernat Lahm, Højbjerg (53' Alonso), Alaba Shaqiri (66' Lewandowski), Pizarro, Müller             | 90+2' Højbjerg 90+4' Neuer                             |
| 23 september 2014 20:00 Allianz Arena München             | Bayern München                                                                             | 4-0                             | SC Paderborn                                                                | Neuer Rode, Boateng (46' Rafinha), Dante, Alaba Lahm, Alonso (80' Højbjerg), Müller Robben, Lewandowski (76' Bernat), Götze                 |                                                        |
| 23 september 2014 20:00 Allianz Arena München             | 8' Götze 14' Lewandowski 78' Götze 85' Müller                                              | 1-0 2-0 3-0 4-0                 |                                                                             | Neuer Rode, Boateng (46' Rafinha), Dante, Alaba Lahm, Alonso (80' Højbjerg), Müller Robben, Lewandowski (76' Bernat), Götze                 |                                                        |
| 27 september 2014 15:30 RheinEnergieStadion Keulen        | FC Köln                                                                                    | 0-2                             | Bayern München                                                              | Neuer Rafinha, Boateng (55' Dante), Alaba Robben (7§' Shaqiri), Lahm, Götze, Alonso, Bernat Müller (55' Benatia), Lewandowski               |                                                        |
| 27 september 2014 15:30 RheinEnergieStadion Keulen        |                                                                                            | 0-1 0-2                         | 19' Götze 66' Halfar (own)                                                  | Neuer Rafinha, Boateng (55' Dante), Alaba Robben (7§' Shaqiri), Lahm, Götze, Alonso, Bernat Müller (55' Benatia), Lewandowski               |                                                        |
| 4 oktober 2014 15:30 Allianz Arena München                | Bayern München                                                                             | 4-0                             | Hannover 96                                                                 | Neuer Benatia, Dante, Alaba Rafinha, Lahm (75' Rode), Alonso (82' Gaudino), Bernat Robben, Lewandowski, Shaqiri (60' Pizarro)               |                                                        |
| 4 oktober 2014 15:30 Allianz Arena München                | 6' Lewandowski 13' Robben 38' Lewandowski 79' Robben                                       | 1-0 2-0 3-0 4-0                 |                                                                             | Neuer Benatia, Dante, Alaba Rafinha, Lahm (75' Rode), Alonso (82' Gaudino), Bernat Robben, Lewandowski, Shaqiri (60' Pizarro)               |                                                        |
| 18 oktober 2014 15:30 Allianz Arena München               | Bayern München                                                                             | 6-0                             | Werder Bremen                                                               | Neuer Rafinha, Boateng, Dante, Alaba (46' Bernat) Lahm, Alonso ( 61' Shaqiri), Højbjerg Robben (61' Ribéry), Müller, Götze                  |                                                        |
| 18 oktober 2014 15:30 Allianz Arena München               | 20' Lahm 27' Alonso 43' Müller 45' Götze 79' Lahm 86' Götze                                | 1-0 2-0 3-0 4-0 5-0 6-0         |                                                                             | Neuer Rafinha, Boateng, Dante, Alaba (46' Bernat) Lahm, Alonso ( 61' Shaqiri), Højbjerg Robben (61' Ribéry), Müller, Götze                  |                                                        |
| 26 oktober 2014 17:30 Borussia-Park Mönchengladbach       | Borussia Mönchengladbach                                                                   | 0-0                             | Bayern München                                                              | Neuer Rafinha (66' Ribéry), Benatia, Dante, Bernat Lahm, Alonso, Götze (84' Shaqiri) Alaba Müller (74' Pizarro), Lewandowski                | 45' Götze 47' Dante 62' Benatia                        |
| 26 oktober 2014 17:30 Borussia-Park Mönchengladbach       |                                                                                            |                                 |                                                                             | Neuer Rafinha (66' Ribéry), Benatia, Dante, Bernat Lahm, Alonso, Götze (84' Shaqiri) Alaba Müller (74' Pizarro), Lewandowski                | 45' Götze 47' Dante 62' Benatia                        |
| 1 november 2014 18:30 Allianz Arena München               | Bayern München                                                                             | 2-1                             | Borussia Dortmund                                                           | Neuer Benatia, Boateng, Alaba Robben, Lahm, Götze (70' Ribéry), Alonso, Bernat Müller (81' Pizarro), Lewandowski (88' Rode)                 | 36' Alonso                                             |
| 1 november 2014 18:30 Allianz Arena München               | 72' Lewandowski 85' Robben                                                                 | 1-0 1-1 2-1                     | 31' Reus                                                                    | Neuer Benatia, Boateng, Alaba Robben, Lahm, Götze (70' Ribéry), Alonso, Bernat Müller (81' Pizarro), Lewandowski (88' Rode)                 | 36' Alonso                                             |
| 8 november 2014 15:30 Commerzbank-Arena Frankfurt am Main | Eintracht Frankfurt                                                                        | 0-4                             | Bayern München                                                              | Neuer Rafinha, Boateng, Dante, Bernat Lahm (72' Rode), Alonso, Ribery (76' Shaqiri), Götze Lewandowski (68' Robben), Müller                 | 66' Ribéry                                             |
| 8 november 2014 15:30 Commerzbank-Arena Frankfurt am Main |                                                                                            | 0-1 0-2 0-3 0-4                 | 22' Müller 64' Müller 67' Müller 86' Shaqiri                                | Neuer Rafinha, Boateng, Dante, Bernat Lahm (72' Rode), Alonso, Ribery (76' Shaqiri), Götze Lewandowski (68' Robben), Müller                 | 66' Ribéry                                             |
| 22 november 2014 15:30 Allianz Arena München              | Bayern München                                                                             | 4-0                             | 1899 Hoffenheim                                                             | Neuer Rafinha, Benatia, Boatang (73' Dante), Bernat Müller (59' Rode), Alonso, Götze (77' Schweinsteiger) Robben, Lewandowski, Ribéry       | 31' Boateng 88' Alonso                                 |
| 22 november 2014 15:30 Allianz Arena München              | 23' Götze 40' Lewandowski 82' Robben 87' Rode                                              | 1-0 2-0 3-0 4-0                 |                                                                             | Neuer Rafinha, Benatia, Boatang (73' Dante), Bernat Müller (59' Rode), Alonso, Götze (77' Schweinsteiger) Robben, Lewandowski, Ribéry       | 31' Boateng 88' Alonso                                 |
| 29 november 2014 15:30 Olympisch Stadion Berlijn          | Hertha BSC                                                                                 | 0-1                             | Bayern München                                                              | Neuer Rafinha, Boatang, Dante, Bernat Robben, Götze (66' Rode), Alonso, Ribéry Müller (80' Schweinsteiger), Lewandowski                     |                                                        |
| 29 november 2014 15:30 Olympisch Stadion Berlijn          |                                                                                            | 0-1                             | 27' Robben                                                                  | Neuer Rafinha, Boatang, Dante, Bernat Robben, Götze (66' Rode), Alonso, Ribéry Müller (80' Schweinsteiger), Lewandowski                     |                                                        |
| 6 december 2014 18:30 Allianz Arena München               | Bayern München                                                                             | 1-0                             | Bayer Leverkusen                                                            | Neuer Rafinha, Benatia, Boatang, Bernat Robben, Götze (46' Rode), Alonso, Ribéry Müller (88' Schweinsteiger), Lewandowski (90+2' Højbjerg)  |                                                        |
| 6 december 2014 18:30 Allianz Arena München               | 51' Ribéry                                                                                 | 1-0                             |                                                                             | Neuer Rafinha, Benatia, Boatang, Bernat Robben, Götze (46' Rode), Alonso, Ribéry Müller (88' Schweinsteiger), Lewandowski (90+2' Højbjerg)  |                                                        |
| 13 december 2014 15:30 SGL Arena Augsburg                 | FC Augsburg                                                                                | 0-4                             | Bayern München                                                              | Neuer Rafinha, Benatia, Boatang, Bernat Rode, Alonso (74' Götze), Schweinsteiger (72' Højbjerg) Robben (77' Müller), Lewandowski, Ribéry    |                                                        |
| 13 december 2014 15:30 SGL Arena Augsburg                 |                                                                                            | 0-1 0-2 0-3 0-4                 | 58' Benatia 59' Robben 68' Lewandowski 71' Robben                           | Neuer Rafinha, Benatia, Boatang, Bernat Rode, Alonso (74' Götze), Schweinsteiger (72' Højbjerg) Robben (77' Müller), Lewandowski, Ribéry    |                                                        |
| 16 december 2014 20:00 Allianz Arena München              | Bayern München                                                                             | 2-0                             | SC Freiburg                                                                 | Neuer Rafinha, Benatia (39' Boateng), Dante, Bernat Müller, Alonso (60' Shaqiri), Götze Robben, Lewandowski (46' Schweinsteiger), Ribéry    | 12' Benatia                                            |
| 16 december 2014 20:00 Allianz Arena München              | 41' Robben 48' Müller                                                                      | 1-0 2-0                         |                                                                             | Neuer Rafinha, Benatia (39' Boateng), Dante, Bernat Müller, Alonso (60' Shaqiri), Götze Robben, Lewandowski (46' Schweinsteiger), Ribéry    | 12' Benatia                                            |
| 19 december 2014 20:30 Coface Arena Mainz                 | FSV Mainz 05                                                                               | 1-2                             | Bayern München                                                              | Neuer Rafinha, Boateng, Dante, Bernat Schweinsteiger, Højbjerg, Götze (77' Pizarro) Robben, Müller, Ribéry (90+2' Weiser)                   |                                                        |
| 19 december 2014 20:30 Coface Arena Mainz                 | 21' Soto                                                                                   | 1-0 1-1 1-2                     | 24' Schweinsteiger 90' Robben                                               | Neuer Rafinha, Boateng, Dante, Bernat Schweinsteiger, Højbjerg, Götze (77' Pizarro) Robben, Müller, Ribéry (90+2' Weiser)                   |                                                        |
| Terugronde                                                |                                                                                            |                                 |                                                                             | |                                                        |
| 30 januari 2015 20:30 Volkswagen-Arena Wolfsburg          | VfL Wolfsburg                                                                              | 4-1                             | Bayern München                                                              | Neuer Rode (51' Weiser), Boateng, Dante, Bernat Schweinsteiger, Alonso, Alaba Robben, Lewandowski (71' Pizarro), Müller (71' Götze)         | 43' Alonso 47' Schweinsteiger                          |
| 30 januari 2015 20:30 Volkswagen-Arena Wolfsburg          | 4' Dost 45+2' Dost 53' De Bruyne 73' De Bruyne                                             | 1-0 2-0 3-0 3-1 4-1             | 55' Bernat                                                                  | Neuer Rode (51' Weiser), Boateng, Dante, Bernat Schweinsteiger, Alonso, Alaba Robben, Lewandowski (71' Pizarro), Müller (71' Götze)         | 43' Alonso 47' Schweinsteiger                          |
| 3 februari 2015 20:00 Allianz Arena München               | Bayern München                                                                             | 1-1                             | FC Schalke 04                                                               | Neuer Benatia, Boateng, Alaba Weiser (88' Rode), Alonso, Schweinsteiger, Bernat Robben, Götze (27' Dante), Müller (55' Lewandowski)         | 117' Boateng 64' Benatia 80' Weiser 86' Schweinsteiger |
| 3 februari 2015 20:00 Allianz Arena München               | 67' Robben                                                                                 | 1-0 1-1                         | 72' Höwedes                                                                 | Neuer Benatia, Boateng, Alaba Weiser (88' Rode), Alonso, Schweinsteiger, Bernat Robben, Götze (27' Dante), Müller (55' Lewandowski)         | 117' Boateng 64' Benatia 80' Weiser 86' Schweinsteiger |
| 7 februari 2015 15:30 Mercedes-Benz Arena Stuttgart       | VfB Stuttgart                                                                              | 0-2                             | Bayern München                                                              | Neuer Benatia, Dante, Alaba Weiser (46' Müller), Alonso, Schweinsteiger, Bernat Robben (88' Rode), Lewandowski, Götze                       | 86' Benatia                                            |
| 7 februari 2015 15:30 Mercedes-Benz Arena Stuttgart       |                                                                                            | 0-1 0-2                         | 41' Robben 51' Alaba                                                        | Neuer Benatia, Dante, Alaba Weiser (46' Müller), Alonso, Schweinsteiger, Bernat Robben (88' Rode), Lewandowski, Götze                       | 86' Benatia                                            |
| 14 februari 2015 15:30 Allianz Arena München              | Bayern München                                                                             | 8-0                             | Hamburger SV                                                                | Neuer Rafinha, Benatia (59' Ribéry), Badstuber, Alaba Müller (66' Gaudino), Schweinsteiger, Götze Robben (71' Pizarro), Lewandowski, Bernat |                                                        |
| 14 februari 2015 15:30 Allianz Arena München              | 21' Müller 23' Götze 36' Robben 47' Robben 55' Müller 56' Lewandowski 69' Ribéry 88' Götze | 1-0 2-0 3-0 4-0 5-0 6-0 7-0 8-0 |                                                                             | Neuer Rafinha, Benatia (59' Ribéry), Badstuber, Alaba Müller (66' Gaudino), Schweinsteiger, Götze Robben (71' Pizarro), Lewandowski, Bernat |                                                        |
| 21 februari 2015 15:30 Benteler-Arena Paderborn           | SC Paderborn                                                                               | 0-6                             | Bayern München                                                              | Neuer Rafinha (76' Weiser), Boateng, Badstuber, Bernat (78' Dante) Alonso (73' Rode), Alaba, Müller Robben, Lewandowski, Ribéry             |                                                        |
| 21 februari 2015 15:30 Benteler-Arena Paderborn           |                                                                                            | 0-1 0-2 0-3 0-4 0-5 0-6         | 24' Lewandowski 37' Lewandowski 63' Robben 72' Ribéry 78' Weiser 86' Robben | Neuer Rafinha (76' Weiser), Boateng, Badstuber, Bernat (78' Dante) Alonso (73' Rode), Alaba, Müller Robben, Lewandowski, Ribéry             |                                                        |
| 27 februari 2015 20:30 Allianz Arena München              | Bayern München                                                                             | 4-1                             | FC Köln                                                                     | Neuer Rafinha, Boateng, Badstuber, Alaba Müller (69' Alonso), Schweinsteiger (78' Rode), Götze Robben, Lewandowski, Ribéry                  |                                                        |
| 27 februari 2015 20:30 Allianz Arena München              | 3' Schweinsteiger 10' Ribéry 67' Robben 75' Lewandowski                                    | 1-0 2-0 2-1 3-1 4-1             | 45+1' Ujah                                                                  | Neuer Rafinha, Boateng, Badstuber, Alaba Müller (69' Alonso), Schweinsteiger (78' Rode), Götze Robben, Lewandowski, Ribéry                  |                                                        |
| 7 maart 2015 15:30 HDI-Arena Hannover                     | Hannover 96                                                                                | 1-3                             | Bayern München                                                              | Neuer Boateng, Dante (32' Lewandowski), Badstuber Rafinha, Alaba, Alonso (68' Schweinsteiger), Bernat Robben, Müller, Götze (53' Ribéry)    | 39' Alonso 64' Bernat 82' Ribéry                       |
| 7 maart 2015 15:30 HDI-Arena Hannover                     | 25' Kiyotake                                                                               | 1-0 1-1 1-2 1-3                 | 28' Alonso 61' Müller 72' Müller                                            | Neuer Boateng, Dante (32' Lewandowski), Badstuber Rafinha, Alaba, Alonso (68' Schweinsteiger), Bernat Robben, Müller, Götze (53' Ribéry)    | 39' Alonso 64' Bernat 82' Ribéry                       |
| 14 maart 2015 15:30 Weserstadion Bremen                   | Werder Bremen                                                                              | 0-4                             | Bayern München                                                              | Reina Rafinha (85' Weiser), Benatia, Boateng (83' Dante), Bernat Rode, Schweinsteiger, Alaba Müller, Lewandowski, Götze (82' Lahm)          | 29' Rafinha 62' Benatia 67' Boateng                    |
| 14 maart 2015 15:30 Weserstadion Bremen                   |                                                                                            | 0-1 0-2 0-3 0-4                 | 24' Müller 45' Alaba 76' Lewandowski 90+1' Lewandowski                      | Reina Rafinha (85' Weiser), Benatia, Boateng (83' Dante), Bernat Rode, Schweinsteiger, Alaba Müller, Lewandowski, Götze (82' Lahm)          | 29' Rafinha 62' Benatia 67' Boateng                    |
| 22 maart 2015 17:30 Allianz Arena München                 | Bayern München                                                                             | 0-2                             | Borussia Mönchengladbach                                                    | Neuer Rafinha, Boateng, Badstuber, Bernat Schweinsteiger, Alonso (61' Rode), Alaba Robben (24' Müller), Lewandowski, Götze (70' Lahm)       |                                                        |
| 22 maart 2015 17:30 Allianz Arena München                 |                                                                                            | 0-1 0-2                         | 30' Raffael 77' Raffael                                                     | Neuer Rafinha, Boateng, Badstuber, Bernat Schweinsteiger, Alonso (61' Rode), Alaba Robben (24' Müller), Lewandowski, Götze (70' Lahm)       |                                                        |
| 4 april 2015 18:30 Signal Iduna Park Dortmund             | Borussia Dortmund                                                                          | 0-1                             | Bayern München                                                              | Neuer Benatia, Boateng, Dante Rafinha, Lahm (69' Thiago), Alonso, Schweinsteiger (58' Rode), Bernat Müller (79' Götze), Lewandowski         | 19' Schweinsteiger 75' Alonso 90' Rode                 |
| 4 april 2015 18:30 Signal Iduna Park Dortmund             |                                                                                            | 0-1                             | 36' Lewandowski                                                             | Neuer Benatia, Boateng, Dante Rafinha, Lahm (69' Thiago), Alonso, Schweinsteiger (58' Rode), Bernat Müller (79' Götze), Lewandowski         | 19' Schweinsteiger 75' Alonso 90' Rode                 |
| 11 april 2015 15:30 Allianz Arena München                 | Bayern München                                                                             | 3-0                             | Eintracht Frankfurt                                                         | Reina Rafinha (84' Badstuber), Alonso, Dante Weiser, Lahm (78' Gaudino), Thiago (70' Rode), Bernat Müller, Götze, Lewandowski               | 3' Dante                                               |
| 11 april 2015 15:30 Allianz Arena München                 | 15' Lewandowski 66' Lewandowski 82' Müller                                                 | 1-0 2-0 3-0                     |                                                                             | Reina Rafinha (84' Badstuber), Alonso, Dante Weiser, Lahm (78' Gaudino), Thiago (70' Rode), Bernat Müller, Götze, Lewandowski               | 3' Dante                                               |
| 18 april 2015 15:30 Rhein-Neckar-Arena Sinsheim           | 1899 Hoffenheim                                                                            | 0-2                             | Bayern München                                                              | Neuer Rafinha, Dante, Badstuber, Bernat (45' Boateng) Weiser, Gaudino (57' Thiago), Götze, Rode Müller, Lewandowski (89' Pizarro)           | 21' Müller 24' Dante 66' Rafinha                       |
| 18 april 2015 15:30 Rhein-Neckar-Arena Sinsheim           |                                                                                            | 0-1 0-2                         | 38' Rode 90+4' Beck (own)                                                   | Neuer Rafinha, Dante, Badstuber, Bernat (45' Boateng) Weiser, Gaudino (57' Thiago), Götze, Rode Müller, Lewandowski (89' Pizarro)           | 21' Müller 24' Dante 66' Rafinha                       |
| 25 april 2015 18:30 Allianz Arena München                 | Bayern München                                                                             | 1-0                             | Hertha BSC                                                                  | Neuer Rode, Boateng, Dante, Weiser Lahm, Schweinsteiger, Gaudino (46' Kurt) Müller (67' Thiago), Lewandowski, Götze (75' Pizarro)           |                                                        |
| 25 april 2015 18:30 Allianz Arena München                 | 80' Schweinsteiger                                                                         | 1-0                             |                                                                             | Neuer Rode, Boateng, Dante, Weiser Lahm, Schweinsteiger, Gaudino (46' Kurt) Müller (67' Thiago), Lewandowski, Götze (75' Pizarro)           |                                                        |
| 2 mei 2015 18:30 BayArena Leverkusen                      | Bayer Leverkusen                                                                           | 2-0                             | Bayern München                                                              | Neuer Rafinha, Martínez (62' Benatia), Dante Weiser, Lahm (64' Thiago), Gaudino, Strieder Schweinsteiger, Pizarro (72' Görtler), Götze      | 71' Dante 87' Rafinha 89' Schweinsteiger 90+1' Weiser  |
| 2 mei 2015 18:30 BayArena Leverkusen                      | 55' Çalhanoğlu 81' Brandt                                                                  | 1-0 2-0                         |                                                                             | Neuer Rafinha, Martínez (62' Benatia), Dante Weiser, Lahm (64' Thiago), Gaudino, Strieder Schweinsteiger, Pizarro (72' Görtler), Götze      | 71' Dante 87' Rafinha 89' Schweinsteiger 90+1' Weiser  |
| 9 mei 2015 15:30 Allianz Arena München                    | Bayern München                                                                             | 0-1                             | FC Augsburg                                                                 | Reina Weiser, Boateng, Dante, Bernat Lahm (14' Neuer), Schweinsteiger, Thiago Müller (74' Pizarro), Lewandowski (74' Rafinha), Götze        | 12' Dante 13' Reina 90+2' Rafinha                      |
| 9 mei 2015 15:30 Allianz Arena München                    |                                                                                            | 0-1                             | 71' Bobadilla                                                               | Reina Weiser, Boateng, Dante, Bernat Lahm (14' Neuer), Schweinsteiger, Thiago Müller (74' Pizarro), Lewandowski (74' Rafinha), Götze        | 12' Dante 13' Reina 90+2' Rafinha                      |
| 16 mei 2015 15:30 Schwarzwald-Stadion Freiburg            | SC Freiburg                                                                                | 2-1                             | Bayern München                                                              | Reina Rafinha, Boateng, Benatia, Bernat Rode (72' Thiago), Alonso (64' Müller), Schweinsteiger (72' Lahm) Weiser, Lewandowski, Götze        |                                                        |
| 16 mei 2015 15:30 Schwarzwald-Stadion Freiburg            | 33' Mehmedi 89' Petersen                                                                   | 0-1 1-1 2-1                     | 13' Schweinsteiger                                                          | Reina Rafinha, Boateng, Benatia, Bernat Rode (72' Thiago), Alonso (64' Müller), Schweinsteiger (72' Lahm) Weiser, Lewandowski, Götze        |                                                        |
| 23 mei 2015 15:30 Allianz Arena München                   | Bayern München                                                                             | 2-0                             | FSV Mainz 05                                                                | Neuer Rafinha, Boateng, Dante, Bernat Lahm, Alonso (54' Rode), Schweinsteiger Müller (46' Weiser), Lewandowski (73' Pizarro), Götze         |                                                        |
| 23 mei 2015 15:30 Allianz Arena München                   | 25' Lewandowski 48' Schweinsteiger                                                         | 1-0 2-0                         |                                                                             | Neuer Rafinha, Boateng, Dante, Bernat Lahm, Alonso (54' Rode), Schweinsteiger Müller (46' Weiser), Lewandowski (73' Pizarro), Götze         |                                                        |

### Overzicht
| Speeldag  | 1 | 2 | 3 | 4 | 5  | 6  | 7  | 8  | 9  | 10 | 11 | 12 | 13 | 14 | 15 | 16 | 17 | 18 | 19 | 20 | 21 | 22 | 23 | 24 | 25 | 26 | 27 | 28 | 29 | 30 | 31 | 32 | 33 | 34 |
| --------- | - | - | - | - | -- | -- | -- | -- | -- | -- | -- | -- | -- | -- | -- | -- | -- | -- | -- | -- | -- | -- | -- | -- | -- | -- | -- | -- | -- | -- | -- | -- | -- | -- |
| Resultaat | w | g | w | g | w  | w  | w  | w  | g  | w  | w  | w  | w  | w  | w  | w  | w  | v  | g  | w  | w  | w  | w  | w  | w  | v  | w  | w  | w  | w  | v  | v  | v  | w  |
| Punten    | 3 | 4 | 7 | 8 | 11 | 14 | 17 | 20 | 21 | 24 | 27 | 30 | 33 | 36 | 39 | 42 | 45 | 45 | 46 | 49 | 52 | 55 | 58 | 61 | 64 | 64 | 67 | 70 | 73 | 76 | 76 | 76 | 76 | 79 |
| Positie   | 3 | 5 | 2 | 4 | 1  | 1  | 1  | 1  | 1  | 1  | 1  | 1  | 1  | 1  | 1  | 1  | 1  | 1  | 1  | 1  | 1  | 1  | 1  | 1  | 1  | 1  | 1  | 1  | 1  | 1  | 1  | 1  | 1  | 1  |

## DFL-Supercup
| DFL-Supercup                                      |                               |         |                | |                                   |
| Wedstrijddetails                                  | Thuisploeg                    | Uitslag | Uitploeg       | Opstelling | Kaarten                           |
| Finale                                            |                               |         |                | |                                   |
| 13 augustus 2014 18:00 Signal Iduna Park Dortmund | Borussia Dortmund             | 2-0     | Bayern München | Neuer Boateng, Martínez (31' Dante), Alaba Højbjerg (59' Götze), Rode, Gaudino, Bernat Müller (46' Lahm), Lewandowski, Shaqiri | 45' Højbjerg 73' Boateng 82' Lahm |
| 13 augustus 2014 18:00 Signal Iduna Park Dortmund | 23' Mkhitaryan 62' Aubameyang | 2-0     |                | Neuer Boateng, Martínez (31' Dante), Alaba Højbjerg (59' Götze), Rode, Gaudino, Bernat Müller (46' Lahm), Lewandowski, Shaqiri | 45' Højbjerg 73' Boateng 82' Lahm |

## DFB-Pokal
| DFB-Pokal                                     |                       |                     |                                            | |                                     |
| Wedstrijddetails                              | Thuisploeg            | Uitslag             | Uitploeg                                   | Opstelling | Kaarten                             |
| Eerste ronde                                  |                       |                     |                                            | |                                     |
| 17 augustus 2014 16:00 Preußenstadion Münster | Preußen Münster (III) | 1-4                 | Bayern München                             | Neuer Boateng, Dante, Badstuber (79' Rode) Shaqiri (57' Pizarro), Lahm (79' Gaudino), Alaba, Bernat Müller, Lewandowski, Götze                                                            | 37' Shaqiri                         |
| 17 augustus 2014 16:00 Preußenstadion Münster | 89' Krohne            | 0-1 0-2 0-3 0-4 1-4 | 19' Götze 29' Müller 52' Alaba 73' Pizarro | Neuer Boateng, Dante, Badstuber (79' Rode) Shaqiri (57' Pizarro), Lahm (79' Gaudino), Alaba, Bernat Müller, Lewandowski, Götze                                                            | 37' Shaqiri                         |
| Tweede ronde                                  |                       |                     |                                            | |                                     |
| 29 oktober 2014 20:30 Imtech Arena Hamburg    | Hamburger SV          | 1-3                 | Bayern München                             | Neuer Boateng, Dante, Bernat Rafinha, Lahm (64' Rode), Alonso (70' Højbjerg), Alaba Müller, Lewandowski (75' Pizarro), Ribéry                                                             |                                     |
| 29 oktober 2014 20:30 Imtech Arena Hamburg    | 85' Lasogga           | 0-1 0-2 0-3 1-3     | 7' Lewandowski 44' Alaba 55' Ribéry        | Neuer Boateng, Dante, Bernat Rafinha, Lahm (64' Rode), Alonso (70' Højbjerg), Alaba Müller, Lewandowski (75' Pizarro), Ribéry                                                             |                                     |
| 1/8 finale                                    |                       |                     |                                            | |                                     |
| 4 maart 2015 20:30 Allianz Arena München      | Bayern München        | 2-0                 | Braunschweig (II)                          | Neuer Rafinha, Boateng, Dante, Alaba Götze, Alonso, Schweinsteiger (77' Rode) Robben (81' Müller), Lewandowski, Ribéry (62' Bernat)                                                       | 40' Schweinsteiger 90+2' Dante      |
| 4 maart 2015 20:30 Allianz Arena München      | 45+1' Alaba 57' Götze | 1-0 2-0             |                                            | Neuer Rafinha, Boateng, Dante, Alaba Götze, Alonso, Schweinsteiger (77' Rode) Robben (81' Müller), Lewandowski, Ribéry (62' Bernat)                                                       | 40' Schweinsteiger 90+2' Dante      |
| Kwartfinale                                   |                       |                     |                                            | |                                     |
| 8 april 2015 20:30 BayArena Leverkusen        | Bayer Leverkusen      | 0-0 (4-5)           | Bayern München                             | Neuer Benatia (34' Rode), Boateng (117' Badstuber), Dante Rafinha, Lahm (68' Thiago), Alonso, Bernat Müller, Lewandowski, Götze Strafschoppen: Müller, Lewandowski, Alonso, Götze, Thiago | 71' Dante 90+2' Thiago 116' Müller  |
| 8 april 2015 20:30 BayArena Leverkusen        |                       |                     |                                            | Neuer Benatia (34' Rode), Boateng (117' Badstuber), Dante Rafinha, Lahm (68' Thiago), Alonso, Bernat Müller, Lewandowski, Götze Strafschoppen: Müller, Lewandowski, Alonso, Götze, Thiago | 71' Dante 90+2' Thiago 116' Müller  |
| Halve finale                                  |                       |                     |                                            | |                                     |
| 28 april 2015 20:30 Allianz Arena München     | Bayern München        | 1-1 (0-2)           | Borussia Dortmund                          | Neuer Benatia, Boateng, Rafinha Weiser, Lahm, Alonso, Thiago (68' Robben)(84' Götze), Bernat Müller (76' Schweinsteiger), Lewandowski Strafschoppen: Lahm, Alonso, Götze, Neuer           | 64' Rafinha 72' Alonso 113' Benatia |
| 28 april 2015 20:30 Allianz Arena München     | 29' Lewandowski       | 1-0 1-1             | 75' Aubameyang                             | Neuer Benatia, Boateng, Rafinha Weiser, Lahm, Alonso, Thiago (68' Robben)(84' Götze), Bernat Müller (76' Schweinsteiger), Lewandowski Strafschoppen: Lahm, Alonso, Götze, Neuer           | 64' Rafinha 72' Alonso 113' Benatia |

## UEFA Champions League

### Wedstrijden
| UEFA Champions League                            |                                                                                     |                                 |                                                                                  | |                                                                  |
| Wedstrijddetails                                 | Thuisploeg                                                                          | Uitslag                         | Uitploeg                                                                         | Opstelling | Kaarten                                                          |
| Groepsfase                                       |                                                                                     |                                 |                                                                                  | |                                                                  |
| 17 september 2014 20:45 Allianz Arena München    | Bayern München                                                                      | 1-0                             | Manchester City                                                                  | Neuer Rafinha (84' Pizarro), Boateng, Benatia (85' Dante), Bernat Lahm, Alonso, Alaba Müller (76' Robben), Lewandowski, Götze             |                                                                  |
| 17 september 2014 20:45 Allianz Arena München    | 90' Boateng                                                                         | 1-0                             |                                                                                  | Neuer Rafinha (84' Pizarro), Boateng, Benatia (85' Dante), Bernat Lahm, Alonso, Alaba Müller (76' Robben), Lewandowski, Götze             |                                                                  |
| 30 september 2014 18:00 Arena Chimki Moskou      | CSKA Moskou                                                                         | 0-1                             | Bayern München                                                                   | Neuer Lahm, Benatia, Dante, Bernat Alonso, Alaba, Müller Robben (81' Rafinha), Lewandowski (90' Pizarro), Götze (77' Shaqiri)             | 40' Lahm 68' Benatia                                             |
| 30 september 2014 18:00 Arena Chimki Moskou      |                                                                                     | 0-1                             | 22' Müller                                                                       | Neuer Lahm, Benatia, Dante, Bernat Alonso, Alaba, Müller Robben (81' Rafinha), Lewandowski (90' Pizarro), Götze (77' Shaqiri)             | 40' Lahm 68' Benatia                                             |
| 21 oktober 2014 20:45 Stadio Olimpico Rome       | AS Roma                                                                             | 1-7                             | Bayern München                                                                   | Neuer Benatia, Boateng, Alaba Robben, Lahm, Alonso, Götze (79' Shaqiri), Bernat Müller (60' Rafinha), Lewandowski (68' Ribéry)            | 63' Bernat                                                       |
| 21 oktober 2014 20:45 Stadio Olimpico Rome       | 66' Gervinho                                                                        | 0-1 0-2 0-3 0-4 0-5 1-5 1-6 1-7 | 8' Robben 23' Götze 25' Lewandowski 30' Robben 36' Müller 78' Ribéry 80' Shaqiri | Neuer Benatia, Boateng, Alaba Robben, Lahm, Alonso, Götze (79' Shaqiri), Bernat Müller (60' Rafinha), Lewandowski (68' Ribéry)            | 63' Bernat                                                       |
| 5 november 2014 20:45 Allianz Arena München      | Bayern München                                                                      | 2-0                             | AS Roma                                                                          | Neuer Rafinha, Boateng, Benatia, Bernat Lahm (88' Højbjerg), Alonso (72' Shaqiri), Alaba (81' Rode) Götze, Lewandowski, Ribéry            | 45+1' Alonso                                                     |
| 5 november 2014 20:45 Allianz Arena München      | 38' Ribéry 64' Götze                                                                | 1-0 2-0                         |                                                                                  | Neuer Rafinha, Boateng, Benatia, Bernat Lahm (88' Højbjerg), Alonso (72' Shaqiri), Alaba (81' Rode) Götze, Lewandowski, Ribéry            | 45+1' Alonso                                                     |
| 25 november 2014 20:45 Etihad Stadium Manchester | Manchester City                                                                     | 3-2                             | Bayern München                                                                   | Neuer Rafinha, Boateng, Benatia, Bernat Rode (25' Dante), Alonso, Højbjerg Robben, Lewandowski (84' Shaqiri), Ribéry (81' Schweinsteiger) | 20' Benatia 78' Neuer                                            |
| 25 november 2014 20:45 Etihad Stadium Manchester | 21' Agüero 85' Agüero 90+1' Agüero                                                  | 1-0 1-1 1-2 2-2 3-2             | 40' Alonso 45' Lewandowski                                                       | Neuer Rafinha, Boateng, Benatia, Bernat Rode (25' Dante), Alonso, Højbjerg Robben, Lewandowski (84' Shaqiri), Ribéry (81' Schweinsteiger) | 20' Benatia 78' Neuer                                            |
| 10 december 2014 20:45 Allianz Arena München     | Bayern München                                                                      | 3-0                             | CSKA Moskou                                                                      | Neuer Rode, Boateng, Dante, Bernat Gaudino (73' Weiser), Højbjerg, Schweinsteiger Müller (46' Robben), Götze, Ribéry (46' Lewandowski)    | 68' Dante                                                        |
| 10 december 2014 20:45 Allianz Arena München     | 18' Müller 84' Rode 90' Götze                                                       | 1-0 2-0 3-0                     |                                                                                  | Neuer Rode, Boateng, Dante, Bernat Gaudino (73' Weiser), Højbjerg, Schweinsteiger Müller (46' Robben), Götze, Ribéry (46' Lewandowski)    | 68' Dante                                                        |
| 1/8 finale                                       |                                                                                     |                                 |                                                                                  | |                                                                  |
| 17 februari 2015 20:45 Donbas Arena Donetsk      | Sjachtar Donetsk                                                                    | 0-0                             | Bayern München                                                                   | Neuer Rafinha, Boateng, Alaba, Bernat Götze (75' Lewandowski), Alonso, Schweinsteiger Robben, Müller (70' Badstuber), Ribéry              | 23' Rafinha 24' Alonso 65' Alonso 80' Boateng 84' Schweinsteiger |
| 17 februari 2015 20:45 Donbas Arena Donetsk      |                                                                                     |                                 |                                                                                  | Neuer Rafinha, Boateng, Alaba, Bernat Götze (75' Lewandowski), Alonso, Schweinsteiger Robben, Müller (70' Badstuber), Ribéry              | 23' Rafinha 24' Alonso 65' Alonso 80' Boateng 84' Schweinsteiger |
| 11 maart 2015 20:45 Allianz Arena München        | Bayern München                                                                      | 7-0                             | Sjachtar Donetsk                                                                 | Neuer Rafinha, Boateng, Badstuber (67' Dante), Alaba Robben (19' Rode), Schweinsteiger, Götze, Ribéry (59' Bernat) Müller, Lewandowski    | 26' Badstuber 38' Boateng                                        |
| 11 maart 2015 20:45 Allianz Arena München        | 4' Müller 34' Boateng 49' Ribéry 51' Müller 63' Badstuber 75' Lewandowski 87' Götze | 1-0 2-0 3-0 4-0 5-0 6-0 7-0     |                                                                                  | Neuer Rafinha, Boateng, Badstuber (67' Dante), Alaba Robben (19' Rode), Schweinsteiger, Götze, Ribéry (59' Bernat) Müller, Lewandowski    | 26' Badstuber 38' Boateng                                        |
| Kwartfinale                                      |                                                                                     |                                 |                                                                                  | |                                                                  |
| 15 april 2015 20:45 Estádio do Dragão Porto      | FC Porto                                                                            | 3-1                             | Bayern München                                                                   | Neuer Rafinha, Boateng, Dante, Bernat Lahm, Alonso (74' Badstuber), Götze (56' Rode), Thiago Müller, Lewandowski                          | 2' Neuer 16' Bernat 38' Lahm 71' Rode                            |
| 15 april 2015 20:45 Estádio do Dragão Porto      | 3' Quaresma 10' Quaresma 65' Martínez                                               | 1-0 2-0 2-1 3-1                 | 28' Thiago                                                                       | Neuer Rafinha, Boateng, Dante, Bernat Lahm, Alonso (74' Badstuber), Götze (56' Rode), Thiago Müller, Lewandowski                          | 2' Neuer 16' Bernat 38' Lahm 71' Rode                            |
| 21 april 2015 20:45 Allianz Arena München        | Bayern München                                                                      | 6-1                             | FC Porto                                                                         | Neuer Rafinha (72' Rode), Boateng, Badstuber, Bernat Lahm, Alonso, Thiago (90' Dante), Götze (86' Weiser) Müller, Lewandowski             | 42' Badstuber                                                    |
| 21 april 2015 20:45 Allianz Arena München        | 14' Thiago 22' Boateng 27' Lewandowski 36' Müller 40' Lewandowski 88' Alonso        | 1-0 2-0 3-0 4-0 5-0 5-1 6-1     | 73' Martínez                                                                     | Neuer Rafinha (72' Rode), Boateng, Badstuber, Bernat Lahm, Alonso, Thiago (90' Dante), Götze (86' Weiser) Müller, Lewandowski             | 42' Badstuber                                                    |
| Halve finale                                     |                                                                                     |                                 |                                                                                  | |                                                                  |
| 6 mei 2015 20:45 Camp Nou Barcelona              | FC Barcelona                                                                        | 3-0                             | Bayern München                                                                   | Neuer Benatia, Boateng, Rafinha Thiago, Lahm, Alonso, Bernat Müller (79' Götze), Lewandowski, Schweinsteiger                              | 35' Alonso 52' Benatia 56' Bernat                                |
| 6 mei 2015 20:45 Camp Nou Barcelona              | 77' Messi 80' Messi 90+4' Neymar                                                    | 1-0 2-0 3-0                     |                                                                                  | Neuer Benatia, Boateng, Rafinha Thiago, Lahm, Alonso, Bernat Müller (79' Götze), Lewandowski, Schweinsteiger                              | 35' Alonso 52' Benatia 56' Bernat                                |
| 12 mei 2015 20:45 Allianz Arena München          | Bayern München                                                                      | 3-2                             | FC Barcelona                                                                     | Neuer Rafinha, Boateng, Benatia, Bernat Lahm (68' Rode), Thiago, Alonso, Schweinsteiger (87' Martínez) Müller (87' Götze), Lewandowski    | 40' Rafinha 45+2' Thiago 76' Lewandowski 81' Alonso 84' Rode     |
| 12 mei 2015 20:45 Allianz Arena München          | 7' Benatia 59' Lewandowski 74' Müller                                               | 1-0 1-1 1-2 2-2 3-2             | 15' Neymar 29' Neymar                                                            | Neuer Rafinha, Boateng, Benatia, Bernat Lahm (68' Rode), Thiago, Alonso, Schweinsteiger (87' Martínez) Müller (87' Götze), Lewandowski    | 40' Rafinha 45+2' Thiago 76' Lewandowski 81' Alonso 84' Rode     |

### Groepsfase Champions League
| Groep E | Groep E         | Groep E | Groep E | Groep E | Groep E | Groep E | Groep E | Groep E | Groep E |
|         |                 | P       | W       | G       | V       | +       | -       | DS      | Ptn     |
| ------- | --------------- | ------- | ------- | ------- | ------- | ------- | ------- | ------- | ------- |
| 1.      | Bayern München  | 6       | 5       | 0       | 1       | 16      | 4       | +12     | 15      |
| 2.      | Manchester City | 6       | 2       | 2       | 2       | 10      | 8       | +2      | 8       |
| 3.      | AS Roma         | 6       | 1       | 2       | 3       | 8       | 14      | −6      | 5       |
| 4.      | CSKA Moskou     | 6       | 1       | 2       | 3       | 6       | 13      | −7      | 5       |

## Statistieken
De spelers met de meeste wedstrijden is in het groen aangeduid, de speler met de meeste doelpunten in het geel.
| Nr. | Naam                   | Bundesliga | Bundesliga | DFB-Pokal | DFB-Pokal | Supercup | Supercup | Champions League | Champions League | Totaal | Totaal |
| Nr. | Naam                   | Wed        | Goals      | Wed       | Goals     | Wed      | Goals    | Wed              | Goals            | Wed    | Goals  |
| --- | ---------------------- | ---------- | ---------- | --------- | --------- | -------- | -------- | ---------------- | ---------------- | ------ | ------ |
| 1.  | Manuel Neuer           | 32         | 0          | 5         | 0         | 1        | 0        | 12               | 0                | 50     | 0      |
| 2.  | Dante                  | 27         | 0          | 4         | 0         | 1        | 0        | 7                | 0                | 39     | 0      |
| 3.  | Xabi Alonso            | 26         | 2          | 4         | 0         | 0        | 0        | 10               | 2                | 40     | 4      |
| 5.  | Mehdi Benatia          | 15         | 1          | 2         | 0         | 0        | 0        | 7                | 1                | 24     | 2      |
| 6.  | Thiago                 | 7          | 0          | 2         | 0         | 0        | 0        | 4                | 2                | 13     | 2      |
| 7.  | Franck Ribéry          | 15         | 5          | 2         | 1         | 0        | 0        | 6                | 3                | 23     | 9      |
| 8.  | Javi Martínez          | 1          | 0          | 0         | 0         | 1        | 0        | 1                | 0                | 3      | 0      |
| 9.  | Robert Lewandowski     | 31         | 17         | 5         | 2         | 1        | 0        | 12               | 6                | 49     | 26     |
| 10. | Arjen Robben           | 21         | 17         | 2         | 0         | 0        | 0        | 7                | 2                | 29     | 20     |
| 11. | Xherdan Shaqiri        | 9          | 1          | 1         | 0         | 1        | 0        | 4                | 1                | 15     | 2      |
| 13. | Rafinha                | 26         | 0          | 4         | 0         | 0        | 0        | 11               | 0                | 41     | 0      |
| 14. | Claudio Pizarro        | 13         | 0          | 2         | 1         | 0        | 0        | 2                | 0                | 17     | 1      |
| 15. | Jan Kirchhoff          | 0          | 0          | 0         | 0         | 0        | 0        | 0                | 0                | 0      | 0      |
| 16. | Gianluca Gaudino       | 8          | 0          | 1         | 0         | 1        | 0        | 1                | 0                | 11     | 0      |
| 17. | Jérôme Boateng         | 27         | 0          | 5         | 0         | 1        | 0        | 11               | 3                | 44     | 3      |
| 18. | Juan Bernat            | 31         | 1          | 5         | 0         | 1        | 0        | 12               | 0                | 49     | 1      |
| 19. | Mario Götze            | 32         | 9          | 4         | 2         | 1        | 0        | 11               | 4                | 48     | 15     |
| 20. | Sebastian Rode         | 23         | 2          | 4         | 0         | 1        | 0        | 7                | 1                | 35     | 3      |
| 21. | Philipp Lahm           | 20         | 2          | 4         | 0         | 1        | 0        | 8                | 0                | 33     | 2      |
| 22. | Tom Starke             | 0          | 0          | 0         | 0         | 0        | 0        | 0                | 0                | 0      | 0      |
| 23. | José Manuel Reina      | 3          | 0          | 0         | 0         | 0        | 0        | 0                | 0                | 3      | 0      |
| 24. | Sinan Kurt             | 1          | 0          | 0         | 0         | 0        | 0        | 0                | 0                | 1      | 0      |
| 25. | Thomas Müller          | 32         | 13         | 5         | 1         | 1        | 0        | 10               | 7                | 48     | 21     |
| 27. | David Alaba            | 19         | 2          | 3         | 3         | 1        | 0        | 6                | 0                | 29     | 5      |
| 28. | Holger Badstuber       | 10         | 0          | 2         | 0         | 0        | 0        | 4                | 1                | 16     | 1      |
| 30. | Mitchell Weiser        | 13         | 1          | 1         | 0         | 0        | 0        | 2                | 0                | 16     | 1      |
| 31. | Bastian Schweinsteiger | 20         | 5          | 2         | 0         | 0        | 0        | 6                | 0                | 28     | 5      |
| 34. | Pierre Højbjerg        | 8          | 0          | 1         | 0         | 1        | 0        | 3                | 0                | 13     | 0      |
| 39. | Rico Strieder          | 1          | 0          | 0         | 0         | 0        | 0        | 0                | 0                | 1      | 0      |
| 40. | Lukas Görtler          | 1          | 0          | 0         | 0         | 0        | 0        | 0                | 0                | 1      | 0      |

## Individuele prijzen
| Prijs                     | Winnaar      |
| ------------------------- | ------------ |
| Wereldkeeper van het jaar | Manuel Neuer |

## Afbeeldingen

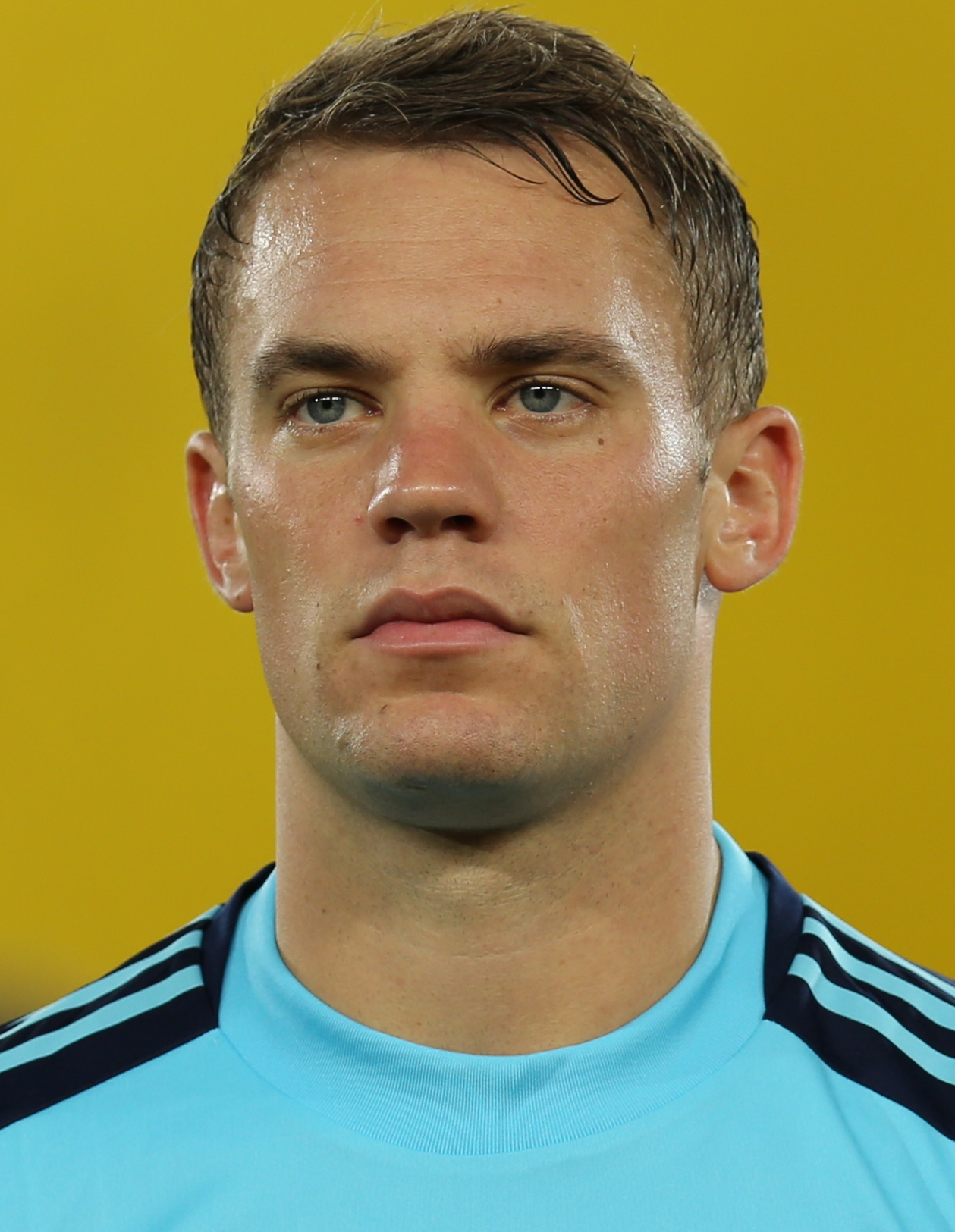
Manuel Neuer (doelman)
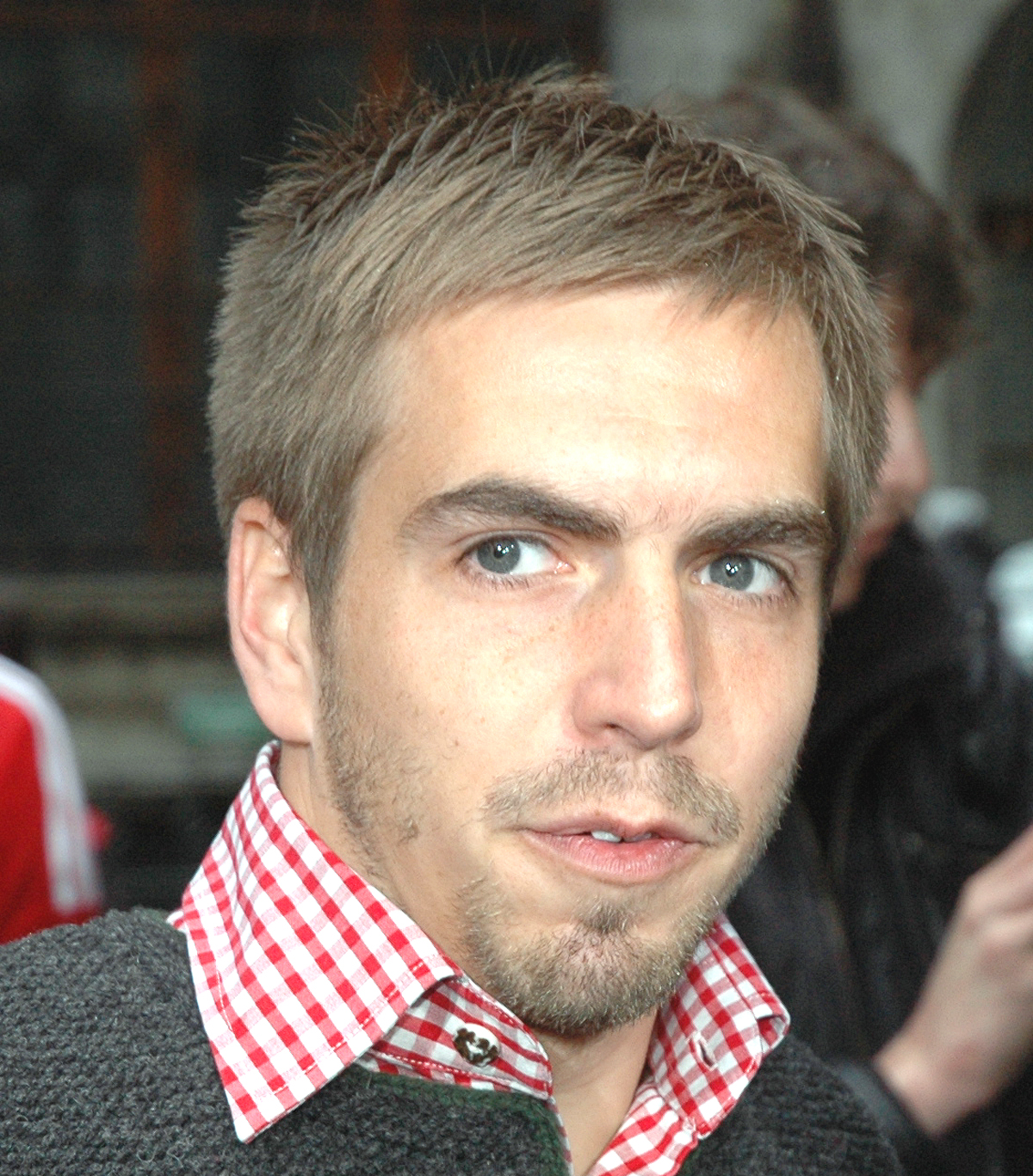
Philipp Lahm (verdediger)
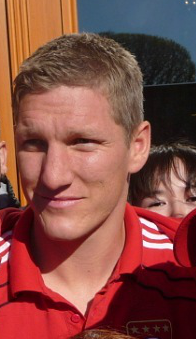
Bastian Schweinsteiger (middenvelder)
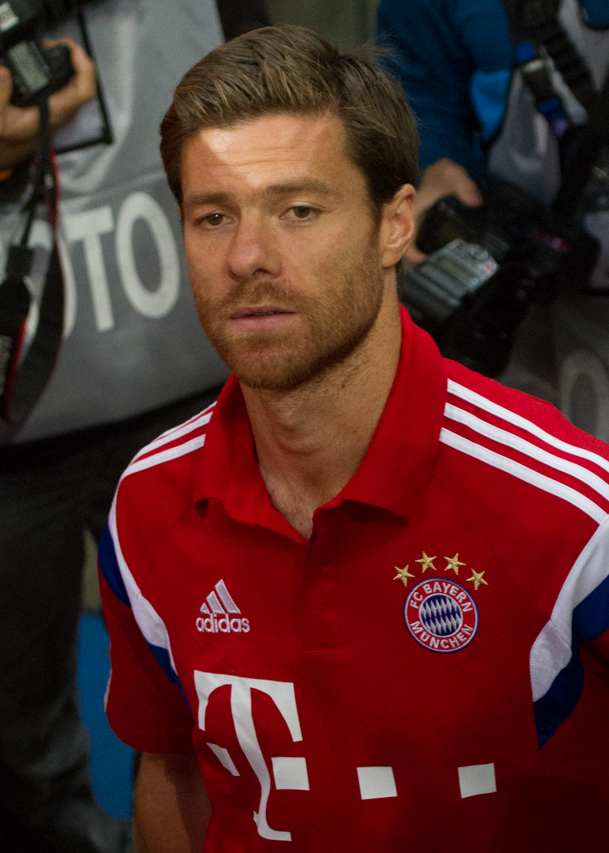
Xabi Alonso (middenvelder)
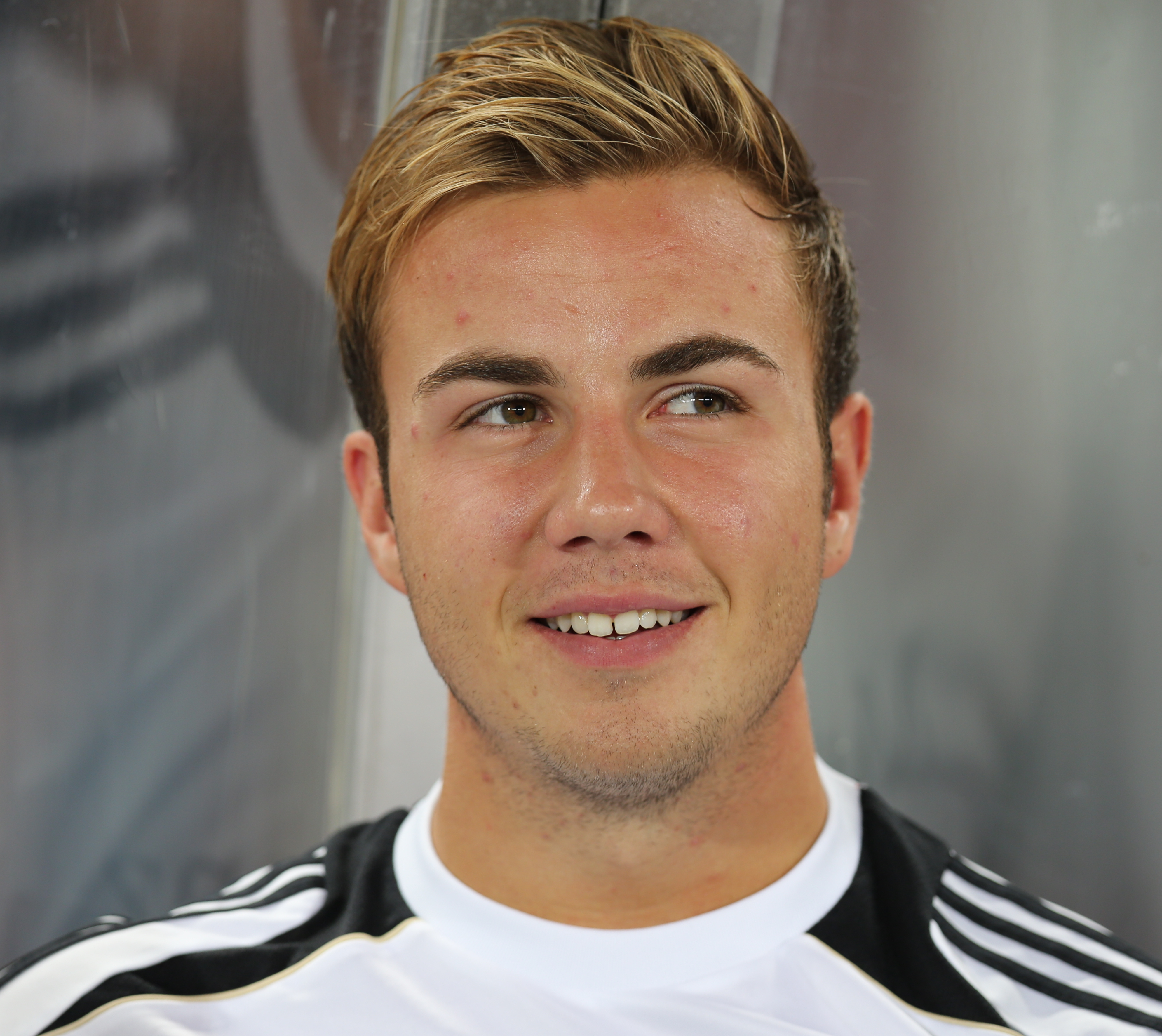
Mario Götze (middenvelder)
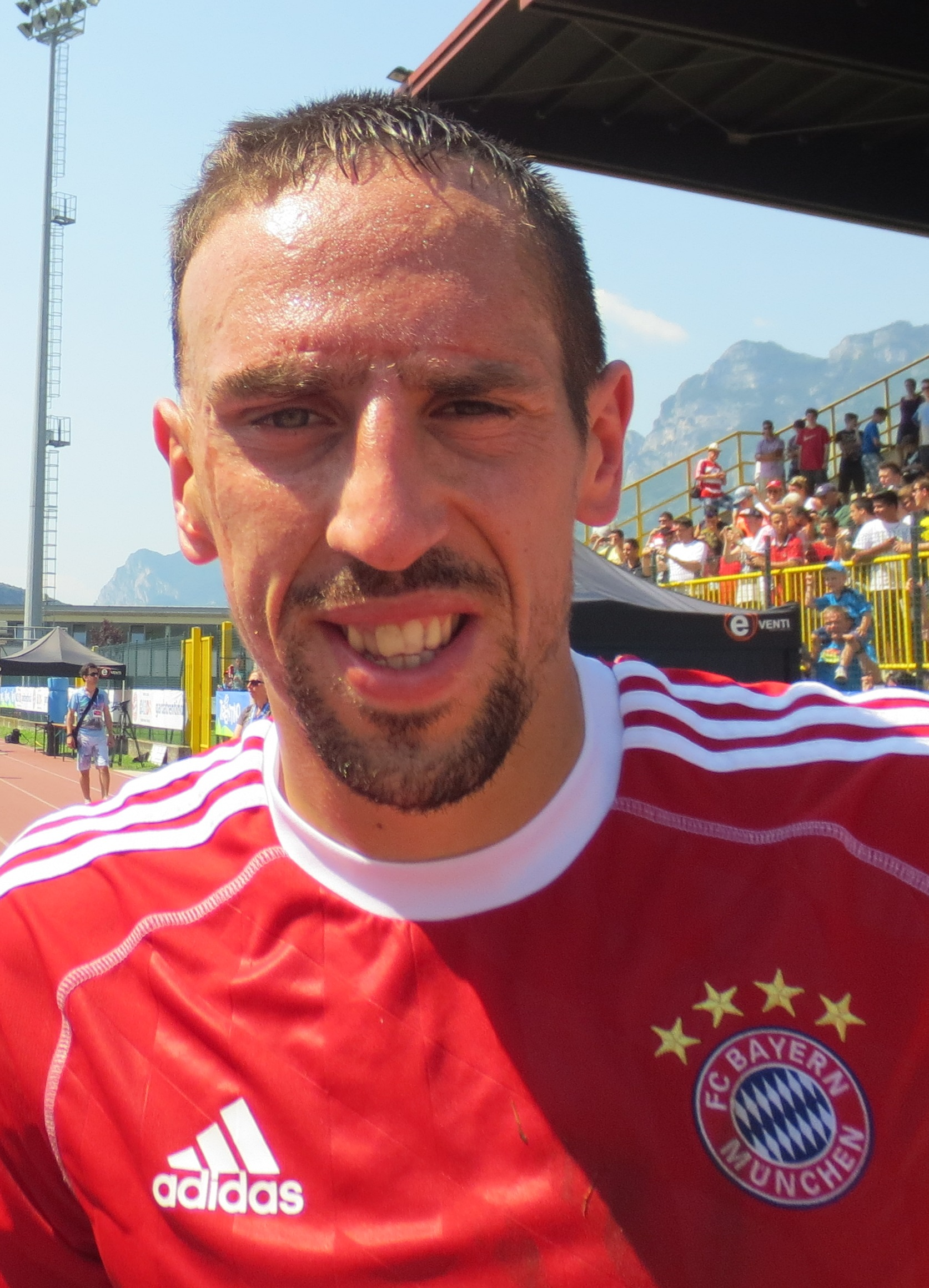
Franck Ribéry (aanvaller)
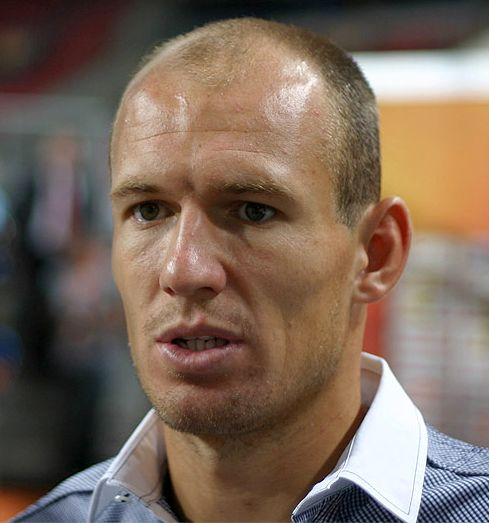
Arjen Robben (aanvaller)
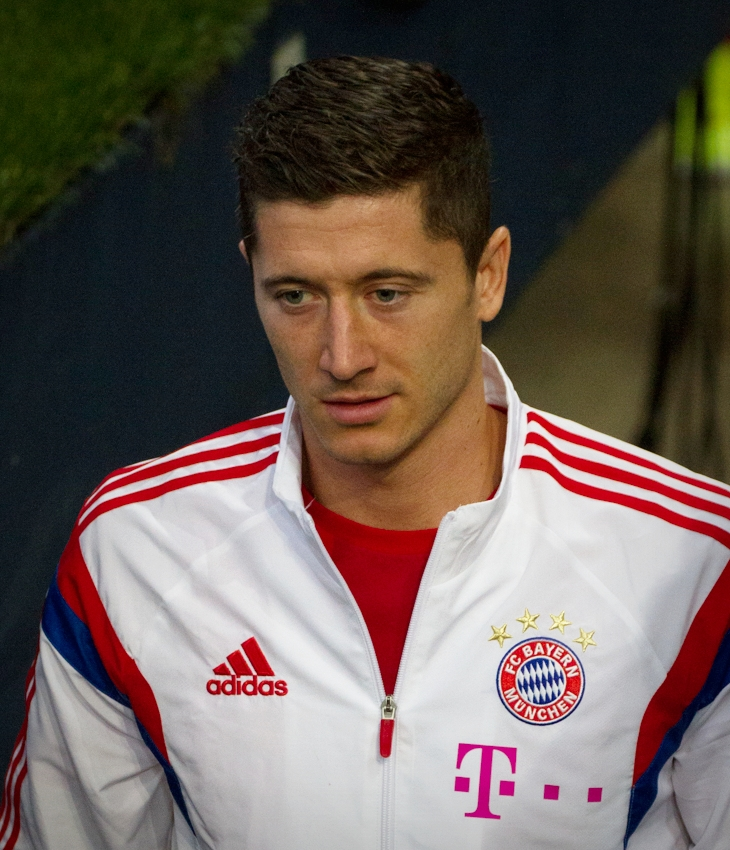
Robert Lewandowski (aanvaller)